# BAe Hawk
Pour les articles homonymes, voir Hawk.
Le BAe Hawk est un avion militaire conçu par British Aerospace (maintenant BAE Systems) au début des années 1970. Initialement destiné à l'entraînement, il en a été dérivé des versions aptes aux missions d'attaque au sol ou de défense aérienne. Au début des années 2000, environ 700 exemplaires du Hawk avaient été produits, dont une partie sous licence, et l'avion était utilisé par une quinzaine de pays.

## Historique

### Hawk T.1 / Hawk 60
En 1969, la Royal Air Force émit un appel d'offres pour un nouvel avion d'entrainement à réaction, auquel répondent plusieurs constructeurs européens. Le projet H.1182 de Hawker Siddeley fut retenu en octobre 1971, et un contrat signé pour 176 exemplaires à livrer à partir de 1976. Un seul prototype fut construit, suivi de 5 exemplaires de présérie qui furent ensuite mis au niveau des avions de production. Les livraisons du Hawk T.1 commencèrent à la date prévue et s'étalèrent jusqu'en 1982. Dès 1980, le Hawk équipait la patrouille acrobatique des Red Arrows. De 1983 à 1986, 88 exemplaires furent modifiés pour pouvoir tirer le missile air-air AIM-9 Sidewinder et reçurent la dénomination T.1A.
Le Hawk était naturellement destiné à être exporté, mais il devait faire face à la concurrence de l'Alpha Jet franco-allemand. La première commande étrangère fut celle de la Finlande en 1977, pour 50 appareils dont 46 assemblés localement. Une version améliorée Hawk 60 fut proposée à partir de 1979, avec un réacteur plus puissant et une aile légèrement modifiée. Ceci permit d'obtenir plusieurs commandes au Moyen-Orient dans la première moitié des années 1980, puis par la Suisse et la Corée du Sud un peu plus tard.

### Hawk 100 / Hawk 200
Dans les années 1980 apparurent des versions d'attaque au sol avec un réacteur plus puissant, un couple de détecteurs laser/infrarouge dans le nez, un poste de pilotage modifié et une aile offrant plus de possibilités d'emport de charge. Le premier Hawk 100, toujours capable de missions d'entraînement, vola en 1987. Il fut précédé de 18 mois par le monoplace Hawk 200, destiné uniquement au combat et équipé d'un radar dérivé de celui du F-16 américain. Les diverses sous-versions des Hawk 100 et 200 furent commandées à environ 150 exemplaires.

### Hawk LIFT / Hawk 128
Suivant l'exemple du Hawk 127 vendu à l'Australie, BAE Systems a produit une nouvelle version avec un poste de pilotage totalement mis à jour, afin de pouvoir entraîner les pilotes des avions de combat de dernière génération. Il dispose ainsi entre autres de 3 écrans multi-fonctions en couleurs et d'un système HOTAS. Le réacteur a également été changé pour un modèle plus récent, équipé d'un régulateur numérique (Fadec) et ayant une durée de vie plus importante. Cette version a été commandée par l'Afrique du Sud, la Royal Air Force et l'Inde, les premières livraisons devant commencer en 2007/2008.

### T-45 Goshawk
En 1981, la marine américaine sélectionna une version modifiée du Hawk pour l'entraînement de ses pilotes. Construite aux États-Unis par McDonnell Douglas (aujourd'hui rachetée par Boeing), la version T-45 Goshawk comporte une structure renforcée, une surface alaire plus importante, un poste de pilotage adapté aux standards américains, un train d'atterrissage avant à 2 roues équipé d'une barre de catapultage, une crosse d'appontage, 2 aérofreins latéraux au lieu de l'aérofrein ventral.

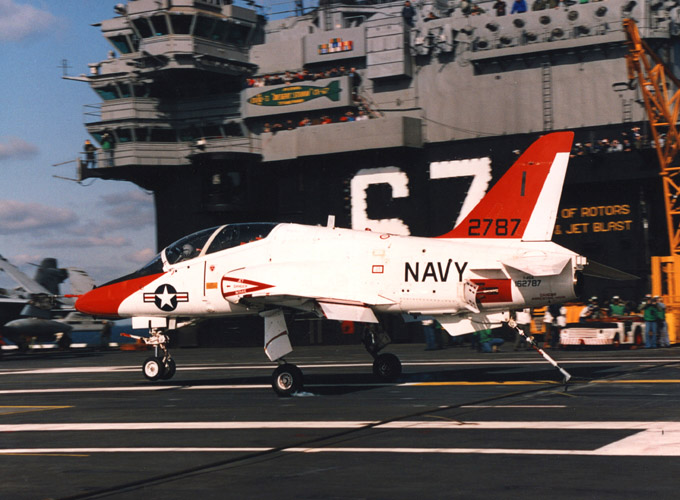
Un T-45 Goshawk à l'appontage

Le premier vol du T-45 eut lieu en 1988, mais le développement du programme fut retardé par plusieurs problèmes. En particulier, un des prototypes fut perdu en 1992, entraînant l'interdiction temporaire de vol des autres avions. Un total de 234 exemplaires fut commandé par l'US Navy. À partir de 1997 et du 89e exemplaire, la production bascula sur le T-45C équipé d'un poste de pilotage modifié et d'un GPS. Les 88 premiers exemplaires furent mis à jour par la suite.
En 2017, les problèmes de sécurité rencontrés par les pilotes de T-45 et T-45C conduisent une centaine d'instructeurs à refuser de les utiliser. En particulier, des défauts dans le système d'oxygénation entraînent de nombreux symptômes d'hypoxie (en moyenne trois déclarations d'incident de ce type par semaine). Entre 1992 et 2017, une vingtaine d'appareils se sont crashés.
194 sont en ligne en 2021, retrait du service envisagé à cette date en 2042. Un avion à définir devrait le remplacer à partir de 2028.

## Variantes
- Hawk T.1 - version initiale d'entraînement (176 exemplaires)
- Hawk T.1A - version capable de tirer le AIM-9 Sidewinder (88 T.1 modifiés)
- Hawk 50 - premières versions d'export (89 exemplaires)
- Hawk 60 - secondes versions d'export avec réacteur plus puissant et aile modifiée (144 exemplaires)
- Hawk 100 - troisièmes versions d'export avec réacteur plus puissant et cockpit modifié (100 exemplaires)
- Hawk 200 - version monoplace de combat (62 exemplaires)
- Hawk LIFT - version biplace avancée (134 commandes)
- McDonnell Douglas T-45 Goshawk - version modifiée pour l'US Navy, construite sous licence
- CT-155 Hawk - désignation des Hawk au Canada

## Pays utilisateurs
[Quand ?]

Utilisateurs actuels
États-Unis, utilisateurs de T-45
Anciens utilisateurs

- Afrique du Sud (voir ci-dessous)
- Arabie saoudite
- Australie
- Bahreïn
- Canada (22 CT-155 Hawk fin 2015[3])
- Émirats arabes unis : 47 Hawk 61/63/102s livrés, 18 en service, 13 63A vendus à la Jordanie
- États-Unis (T-45 Goshawk adapté pour appontages, 194 en 2021)
- Finlande (voir ci-dessous)
- Indonésie
- Inde (voir ci-dessous)
- Koweït
- Malaisie
- Oman
- Royaume-Uni
  - Royal Air Force : 81 Hawk T1 et 28 Hawk T2
  - Royal Navy : 17 Hawk T1

### Anciens utilisateurs
- Corée du Sud : Republic of Korea Air Force, 20 T-59 (Hawk 67) en service de septembre 1992 à 2013.
- Kenya : Kenya Air Force, 7 Hawk 52s, retirés du service en 2012
- Suisse : Forces aériennes suisses, 20 Hawk Mk.66 en service de 1990 à 2002. La Finlande rachète 18 appareils en juillet 2007. Remplacés par des F-5E Tiger II jusqu'à la livraison de 8 Pilatus PC-21.
- Zimbabwe : Zimbabwe air force,12 Hawk 60 retirés du service en 2011 en raison d'un manque de pièces détachées et du manque de soutien de BAE.

### Afrique du Sud
En 1999, l'Afrique du Sud commande 24 Hawk Mk.120. Le premier appareil est livré en 2004, et les 23 autres sont ensuite assemblés localement entre 2006 et 2007. Le contrat fera par la suite l'objet d'une enquête pour fraude et corruption. En 2011, tous les Hawk subiront un programme de modernisation pour améliorer leur interopératibilité avec les autres systèmes d'armes, notamment le Saab JAS 39 Gripen, lors des missions d'entrainement.

### Finlande
En 1977, la Finlande commande 50 Hawk Mk.51. Le premier avion produit sous licence rejoint sa base de rattachement le 15 mars 1984 et l'entraînement des pilotes sur Hawk commence en 1986. En 1993-1994, sept Hawk Mk.51A supplémentaires sont livrés par British Aerospace pour remplacer les pertes.
En 2007, 18 Hawk Mk.66 sont rachetés à la Suisse. Ces avions doivent être mis en service à partir de 2012, après une modernisation du poste de pilotage et de certains systèmes électroniques. Le premier appareil modifié a commencé ses vols d'essais en mai 2011. Le programme de modernisation concerne également 8 Hawk Mk.51 (un total de 26 avions modernisés devant finalement être en service à l'horizon 2015), tandis que les 41 Mk.51 restants seront réformés.
4 appareils sont utilisés depuis les années 1990 par la patrouille acrobatique finlandaise des Midnight Hawks (en). Ils ont effectué leur première démonstration hors du pays en 1997.

### Inde

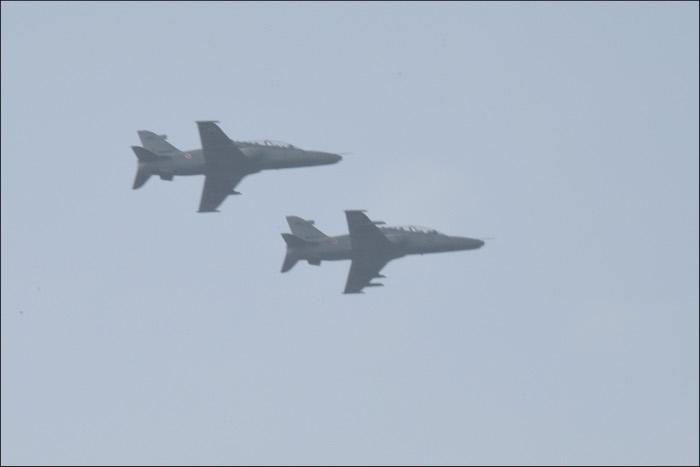
Deux Hawks opérés par la Marine au-dessus de l'INS Dega.

En 2004, l'Inde signe un premier contrat pour 66 Hawk 132, répartis en 24 avions construits par BAE Systems et 42 construits localement sous licence par Hindustan Aeronautics Ltd.. Le premier appareil a été livré par BAE le 12 novembre 2007, et la cérémonie officielle marquant l'entrée en service du Hawk s'est déroulée le 23 février 2008.
En juillet 2010, une commande supplémentaire de 57 avions est annoncée, répartis en 40 avions pour l'armée de l'air et 17 pour l'aéronavale. Les exemplaires de ce second lot seront tous construits localement, sous licence. La marine indienne a reçu le premier Hawk 132 fabriqué sous licence par HAL le 23 septembre 2013.
Les Hawk 132 indiens sont équipés d'une planche de bord tout écran, d'une centrale de navigation inertielle couplée à un GPS, ainsi que de composants électroniques locaux pour les radios et l'identification ami-ennemi (sigle IFF en anglais) notamment.

### Suisse
Le 20 octobre 1987, la Suisse signe un contrat d'acquisition de 20 Hawk Mk.66 et d'un simulateur de vol. Le premier avion est livré par British Aerospace en novembre 1989, les 19 autres étant assemblés localement, à Emmen. Les livraisons aux forces aériennes suisses s'étalent de janvier 1990 à octobre 1991. Fin 2002, dans le cadre de mesures d'économies, les Hawk sont retirés du service alors qu'ils n'ont en moyenne que 1000 heures de vol chacun. Un avion a été perdu le 15 octobre 1990, dans la région d’Aletsch (Nesthorn), entrainant la mort de son pilote. En juillet 2007, la Finlande rachète les 18 avions mis en vente par la Suisse. Le premier de la série, le Hawk Mk.66 (S/N SW001) immatriculé U-1251, est exposé au Flieger Flab Museum à Dübendorf.

## Hawk exposés dans des musées
- Le Hawk Mk.66 des Forces aériennes suisses (S/N SW001) immatriculé U-1251 est exposé au Flieger Flab Museum à Dübendorf en Suisse.
- Le BAe Hawk 115 (CT-155) 155209 de l'Aviation royale canadienne est exposé au Canadian Warplane Heritage Museum à Hamilton (Ontario) au Canada.
- Un BAe Hawk 53 Force aérienne de l'armée nationale indonésienne est exposé devant le Dirgantara Mandala Museum Yogyakarta en Indonésie.

## Culture populaire
Dans le jeu vidéo Heatseeker le joueur pilote un T-45 dans les missions 1-2 et 1-3
Dans le simulateur DCS World, le BAe Hawk T.1A était disponible en tant que module jouable.

### Développement lié
- T-45 Goshawk

### Aéronefs comparables
- Aermacchi MB-339
- Aero L-39 Albatros / Aero L-159 ALCA
- AIDC AT-3
- Dassault/Dornier Alpha Jet
- Kawasaki T-4
- G-4 Super Galeb
- IAR 99
- PZL I-22 Iryda